# 2004 PX107
2004 PX107, também escrito como 2004 PX107, é um objeto transnetuniano que está localizado no Cinturão de Kuiper, uma região do Sistema Solar. Este corpo celeste é classificado como um cubewano. Ele possui uma magnitude absoluta de 7,1 e tem um diâmetro estimado com 167 km.

## Descoberta
2004 PX107 foi descoberto no dia 14 de agosto de 2004 pelo astrônomo B. Gladman.

## Órbita
A órbita de 2004 PX107 tem uma excentricidade de 0,053 e possui um semieixo maior de 43,471 UA. O seu periélio leva o mesmo a uma distância de 41,153 UA em relação ao Sol e seu afélio a 45,789 UA.